# Gonypeta brunneri
Gonypeta brunneri es una especie de mantis de la familia Mantidae.

## Distribución geográfica
Se encuentra en Birmania y Malasia.